# Hyopsodontidae
Hyopsodontidae — вимерла родина примітивних ссавців із ряду Condylarthra, що мешкала з палеоцену до еоцену в Північній Америці та Євразії. Зараз Condylarthra вважається сміттєвим таксоном. Іноді припускають, що Hyopsodontidae пов'язані з Afrotheria, але останній консенсус полягає в тому, що вони пов'язані з Perissodactyla. Аналіз внутрішнього вуха показує спільні характеристики з Equoidea (коні та палеотерії); вони можуть бути базальною групою унгулятів, близьких до непарнопалих.
Як правило, вони були дрібними всеїдними, як і багато ранніх ссавців. Найбільш поширений рід Hyopsodus.
Члени родини були невеликими за сучасними стандартами, розміром від малого пацюка до єнота. Hyopsodontidae мали багато примітивних характеристик ссавців, включаючи п'ятипалі ноги з кігтями та повний ряд зубів: повний набір різців, іклів, премолярів і молярів. Під час палеоцену в Європі вони досягли високого рівня різноманітності, починаючи з Луїзіни та Моншу в Хайніні, Бельгія, а потім у сернейських шарах з Tricuspiodon, Paratricuspiodon і Paschatherium. Високий рівень різноманітності також спостерігається в Західній Північній Америці в еоцені в межах роду Hyopsodus, до 18 названих видів, деякі з яких характерні для певних місць протягом короткого геологічного періоду. Ця закономірність свідчить про те, що принаймні деякі гіозодонтиди стали цілком спеціалізованими для певного способу життя. Ця група не була особливо довготривалою, але дуже успішною для свого часу, оскільки викопні матеріали в деяких областях свідчать про велику кількість особин.

## Список родів
- Aletodon, Dorraletes, Haplaletes, Haplomylus, Hyopsodus, Litomylus, Paratricuspiodon, Paschatherium, Phenacodaptes, Tricuspiodon